# دانشگاه گراند ویو
دانشگاه گراند ویو یک دانشگاه خصوصی هنرهای لیبرال در دموین، آیووا است. این دانشگاه که در سال ۱۸۹۶ تأسیس شد و وابسته به کلیسای انجیلی لوتری در آمریکا است، تقریباً ۲۰۰۰ دانشجو را ثبت نام می‌کند و توسط کمیسیون آموزش عالی تأیید شده است.

### دستاوردهای ورزشی
- از سال ۲۰۱۲ تا ۲۰۲۰ نه بار پیاپی قهرمان کشتی NAIA[۴]
- در سال ۲۰۱۳ قهرمان ملی فوتبال NAIA
- در سال ۲۰۱۷ قهرمان مسابقات گلف مردان NAIA
- در سال ۲۰۲۱ قهرمان مسابقات قهرمانی ملی والیبال مردان NAIA[۵]